# Elephantomyia diligens
Elephantomyia diligens är en tvåvingeart som beskrevs av Alexander 1947. Elephantomyia diligens ingår i släktet Elephantomyia och familjen småharkrankar. Inga underarter finns listade i Catalogue of Life.